# Гомјекур
Гомјекур (фр. Gomiécourt) насеље је и општина у североисточној Француској у региону Север-Па д Кале, у департману Па де Кале која припада префектури Арас.
По подацима из 2011. године у општини је живело 153 становника, а густина насељености је износила 42,27 становника/km². Општина се простире на површини од 3,62 km². Налази се на средњој надморској висини од 117 метара (максималној 122 m, а минималној 94 m).

## Демографија
| 1962. | 1968. | 1975. | 1982. | 1990. | 1999. | 2011. |
| ----- | ----- | ----- | ----- | ----- | ----- | ----- |
| 206   | 210   | 170   | 166   | 172   | 169   | 153   |

График промене броја становника у току последњих година